# Sihong (Jiangsu)
Sihong (Chinees:  泗洪县) is een stad en een arrondissement in de prefectuur Suqian in de Chinese provincie Jiangsu. Bij de volkstelling van 2020 had de stad zelf 525.208 inwoners, het arrondissement had 858.740 inwoners.

Het gebied dat later Sihong werd, diende waarschijnlijk als hoofdstad voor de staat Xu tijdens de Periode van Lente en Herfst.